# Sistema di equazioni

Le equazioni di Maxwell formano un sistema, le cui soluzioni descrivono le possibili configurazioni dei fenomeni elettromagnetici

In matematica, un sistema di equazioni è un insieme di due o più equazioni che ammettono le stesse soluzioni.
Ad esempio:
{\displaystyle {\begin{cases}x^{2}+y^{2}=1\\2x+4y=0\end{cases}}}

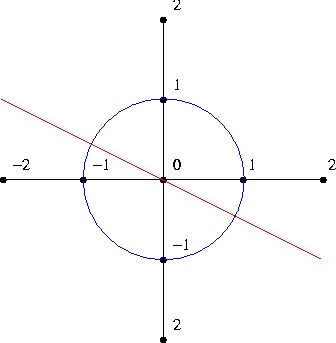
L'insieme dei punti di intersezione di una circonferenza e una retta può essere descritto da un sistema di equazioni

è un sistema con due equazioni e due incognite che descrive l'intersezione di una circonferenza e una retta nel piano cartesiano.

## Definizione
La scrittura generica di un sistema di {\displaystyle m} equazioni in {\displaystyle n} incognite è la seguente:
{\displaystyle {\begin{cases}F_{1}(x_{1},...,x_{n})=0\\\vdots \\F_{m}(x_{1},...,x_{n})=0\end{cases}}}
dove {\displaystyle F_{1},\ldots ,F_{m}} esprimono le funzioni delle incognite.

### Insieme di definizione
L'insieme ambiente {\displaystyle A} è l'insieme dei valori che possono assumere le variabili, ed è specificato a priori. Generalmente, si assume che le variabili siano reali, e che le funzioni abbiano senso per ogni valore dell'insieme ambiente. Spesso l'insieme ambiente viene determinato a posteriori valutando per quali valori reali il sistema ha senso (valutando quindi il suo insieme di definizione). Ad esempio, il sistema
{\displaystyle {\begin{cases}x=1+1/y\\2x+4y=0\end{cases}}}
ha senso per ogni coppia di numeri reali {\displaystyle (x,y)} con {\displaystyle y\neq 0}.
Formalmente, l'insieme ambiente è quindi un sottoinsieme dello spazio euclideo {\displaystyle \mathbb {R} ^{n}}, dove {\displaystyle n} è il numero di incognite.
In generale, i sistemi possono essere studiati anche con variabili non reali: possono essere ad esempio complesse, o più generalmente appartenere a qualche anello o campo.

### Risolvere un sistema
Risolvere un sistema significa determinare l'insieme {\displaystyle S} dei valori che, sostituiti alle variabili, verificano tutte le equazioni. L'insieme {\displaystyle S} è un sottoinsieme dell'insieme ambiente, e prende il nome di insieme delle soluzioni; ciascuno dei suoi elementi è una soluzione del sistema.
Se {\displaystyle S_{i}} è l'insieme delle soluzioni della {\displaystyle i}-esima equazione, abbiamo
{\displaystyle S=S_{1}\cap \ldots \cap S_{n}.}

### Altre definizioni
- Due sistemi sono equivalenti se hanno lo stesso insieme delle soluzioni.
- Un sistema è risolubile o compatibile se ha almeno una soluzione.
- Un sistema è omogeneo se l'insieme delle soluzioni contiene, tra le altre, anche quella nulla, o equivalentemente se il vettore dei termini noti è composto da soli zeri (vettore nullo).
- Un sistema è polinomiale se ogni equazione è un polinomio. In questo caso il suo grado è il prodotto dei gradi dei singoli polinomi.
- Un sistema è fratto se ogni equazione può essere espressa come frazione di polinomi. In questo caso l'insieme di definizione non contiene solo i valori per cui i denominatori di queste equazioni si annullano, a meno che questi non siano punti di discontinuità eliminabili.
- Un sistema è letterale se nelle equazioni compaiono coefficienti espressi come lettere, detti parametri. In questo caso gli insiemi di definizione e delle soluzioni potrebbero dipendere da questi parametri.

## Strumenti per la risoluzione
I metodi di risoluzione più elementari si basano su operazioni che trasformano il sistema in un altro equivalente, ma più semplice. Negli esempi successivi si prendono in considerazione solo sistemi lineari per la loro facilità di risoluzione, ma questi metodi possono essere usati anche in altri casi.

### Metodo di sostituzione
Si esplicita un'incognita esprimendola in funzione delle altre (per esempio {\displaystyle y-2x=-3} diventa {\displaystyle y=2x-3}) in una delle equazioni del sistema e si sostituisce l'espressione così ottenuta nelle altre equazioni in luogo dell'incognita corrispondente. In questo modo l'incognita sparisce da tutte le equazioni eccetto la prima. Si applica iterativamente il metodo fino a giungere a un'equazione con una sola incognita; si calcola il valore di quest'ultima e si risale fino alla prima esplicitando via via i valori delle incognite calcolate.

### Metodo di confronto
Si esplicita, in due delle equazioni, una delle variabili (o in generale, una stessa quantità), ottenendo così di poter eguagliare i secondi membri (che risulteranno indipendenti dalla variabile esplicitata) per la proprietà transitiva dell'uguaglianza. L'equazione così composta potrà essere riscritta al posto di una delle due precedenti, ottenendo un sistema equivalente.

### Sistemi lineari
Dato un sistema lineare nella forma
{\displaystyle A\cdot \mathbf {x} =\mathbf {b} }
dove {\displaystyle \mathbf {x} } è il vettore colonna delle incognite, {\displaystyle \mathbf {b} } è il vettore colonna dei termini noti e {\displaystyle A} è la matrice dei coefficienti ed è quadrata e invertibile, la soluzione è unica ed è pari al prodotto:
{\displaystyle A^{-1}\cdot \mathbf {b} }
dove {\displaystyle A^{-1}} è l'inversa di {\displaystyle A}. Il calcolo della matrice inversa è spesso complicato e oneroso dal punto di vista computazionale, ragion per cui un sistema lineare normalmente non viene risolto calcolando direttamente la matrice inversa.
Di grande importanza teorica per i sistemi lineari, ma non utilizzata in pratica per motivi simili, è la regola di Cramer.
Di uso generale per sistemi con migliaia di equazioni è invece il metodo di eliminazione di Gauss, che si basa sul metodo di riduzione.

#### Il metodo di riduzione
Il metodo di riduzione è specifico per i sistemi lineari. Il procedimento consiste nel sostituire una delle equazioni del sistema con una opportuna combinazione lineare di due equazioni del sistema stesso, ottenendo un sistema equivalente a quello dato. Più precisamente, se due righe sono espresse come prodotto tra opportune sottomatrici dei coefficienti e il vettore x delle soluzioni, ovvero 
{\displaystyle {\begin{cases}A\mathbf {x} =\mathbf {c} \\B\mathbf {x} =\mathbf {d} \end{cases}}}
allora è possibile sostituire una delle due con l'equazione 
{\displaystyle m\cdot A\mathbf {x} +n\cdot B\mathbf {x} =m\cdot \mathbf {c} +n\cdot \mathbf {d} }.
dove {\displaystyle m} e {\displaystyle n} sono due numeri scalari qualsiasi, entrambi diversi da zero.

## Sistemi non polinomiali
Lo studio dei sistemi non polinomiali è spesso molto difficile, e nella maggior parte dei casi non esistono formule o algoritmi che permettano di descrivere precisamente l'insieme delle soluzioni. Anche i sistemi polinomiali di grado basso sono spesso non risolvibili.
Spesso si ovvia a questo problema "linearizzando il sistema", studiando cioè le soluzioni di un sistema lineare che approssimi il sistema dato. In questo modo è spesso possibile ottenere una descrizione qualitativa o approssimativa delle soluzioni.

## Esempi
- Si consideri il sistema:

{\displaystyle {\begin{cases}4x+5y-z=0\\z-y+x=4\\4x+3y=2\end{cases}}}
Si vuole utilizzare il metodo risolutivo per sostituzione. Esplicitiamo {\displaystyle z} nella prima equazione e sostituiamolo dove compare nelle altre:
{\displaystyle {\begin{cases}z=4x+5y\\(4x+5y)-y+x=4\\4x+3y=2\end{cases}}}
Ora calcoliamo {\displaystyle x} nella seconda in funzione di {\displaystyle y}:
{\displaystyle {\begin{cases}z=4x+5y\\x={\frac {4}{5}}(1-y)\\4{\frac {4}{5}}(1-y)+3y=2\end{cases}}}
In questo modo la terza equazione adesso contiene solo {\displaystyle y}: risolvendola viene
{\displaystyle {\begin{cases}z=4x+5\cdot 6\\x={\frac {4}{5}}(1-6)\\y=6\end{cases}}}
Quindi ora calcolando la {\displaystyle x} nella seconda viene la soluzione
{\displaystyle {\begin{cases}z=14\\x=-4\\y=6\end{cases}}}
- Si consideri il sistema:

{\displaystyle {\begin{cases}4x+5y-z=0\\z-y+x=4\\4x+3y=2\end{cases}}}
Si vuole utilizzare il metodo risolutivo per confronto. Isoliamo la variabile z nella prima e seconda equazione:
{\displaystyle {\begin{cases}4x+5y=z\\z=y-x+4\\4x+3y=2\end{cases}}}
Confrontiamo le due espressioni risultanti:
{\displaystyle {\begin{cases}4x+5y=y-x+4\\z-y+x=4\\4x+3y=2\end{cases}}}
Da cui risulta:
{\displaystyle {\begin{cases}5x+4y=4\\4x+3y=2\\z-y+x=4\end{cases}}}
E risolvendo per sostituzione tra le prime due equazioni:
{\displaystyle {\begin{cases}x={\frac {4-4y}{5}}\\y={\frac {2-4\cdot {\frac {4-4y}{5}}}{3}}\\z-y+x=4\end{cases}}}
Dunque:
{\displaystyle {\begin{cases}x=-4\\y=6\\z=14\end{cases}}}